# Наконечний Євген Петрович

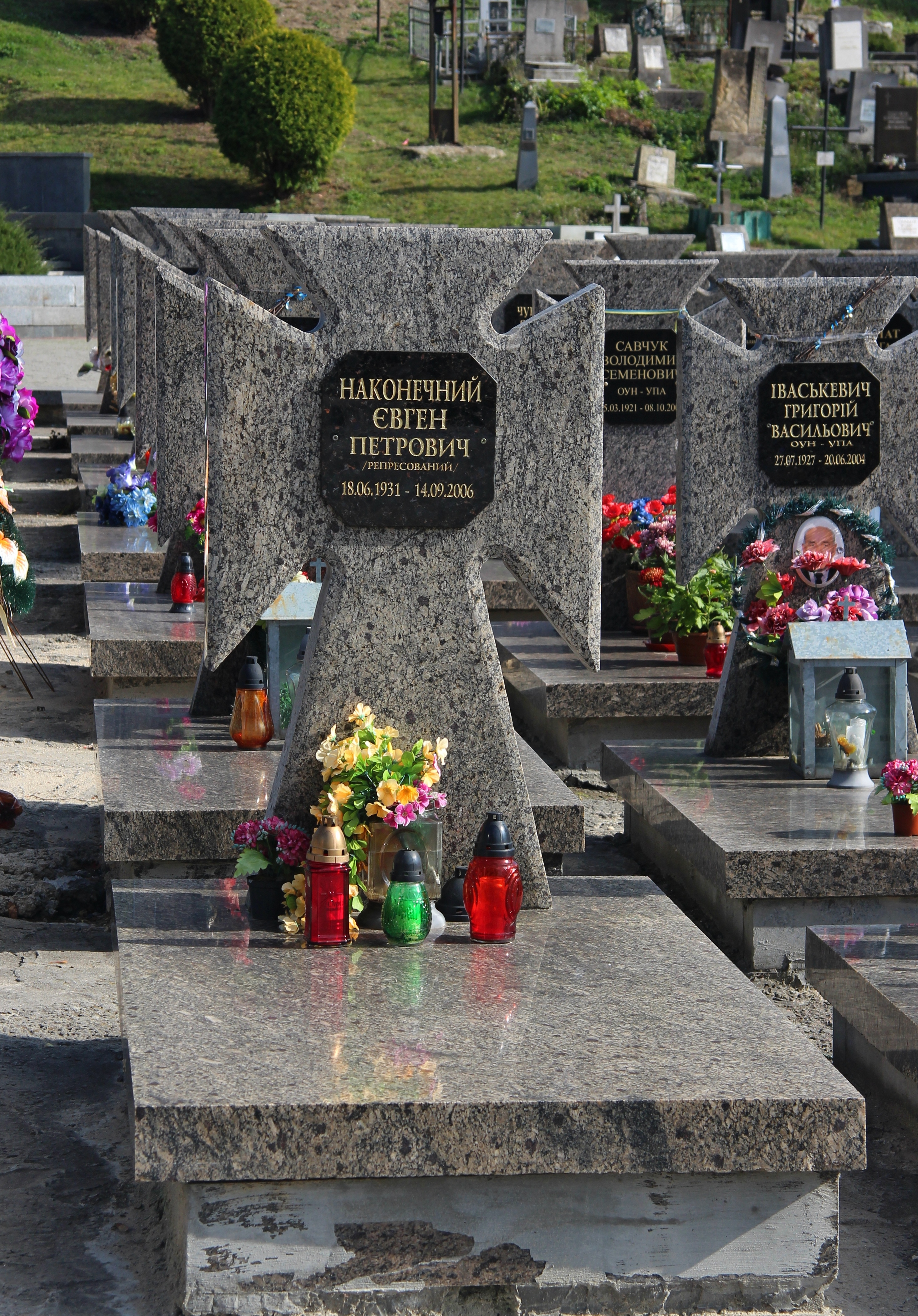

Євген Петрович Наконечний (18 червня 1931, с. Черепин, нині Пустомитівський район, Львівська область — 14 вересня 2006, Львів, Україна) — український бібліограф, історик, мовознавець. Репресований радянською владою.

## Життєпис
Народився 18 червня 1931 року в с. Черепин, нині Пустомитівський район, Львівська область, Україна (тоді під контролем Польської Республіки).
Після закінчення середньої школи у Львові, у січні 1949 року 17-річний Євген Наконечний затриманий органами МГБ і безвинно засуджений до вищої міри покарання, заміненої згодом на 25 років ув'язнення. Відбував їх у таборах ГУЛАГу на каторжних лісоповальних роботах у сталінських таборах. Каторжні роботи відбував переважно разом з учасниками ОУН і УПА, балтійськими «лісовими братами», німецькими та японськими полоненими. У 1955 році начальник КГБ УРСР по Львівській області припинив його справу, і Наконечного звільнили. Після 6 років концтаборів у 24 роки повернувся до Львова.
По поверненні із заслання закінчив Львівський державний університет ім. І. Франка (відділ української філології та мовознавства). Довгий час працював завідувачем відділу україністики Львівської наукової бібліотеки ім. В. Стефаника НАН України. Був одружений з Валентиною Петрівною Кухарською, художницею з кераміки. Родина мала 2 дітей.
Помер у Львові 14 вересня 2006 року від тривалого захворювання на рак. Похований у секції репресованих та героїв визвольних змагань на Личаківському кладовищі Львова.

## Історичні праці
Наконечний — автор публікацій з історії України, бібліотекознавства, історії Львова та українсько-єврейських стосунків періоду Другої світової війни. Серед яких:
- «Украдене ім'я. Чому русини стали українцями»  / Передмова Я. Дашкевича.— 3-є, доп. і випр. вид. — Львів, 2001. — 400 с. ISBN 966–02–1895–8 Помилка параметра в {{ISBN}}: недійсний символ — світ побачило 5 видань (ЛА «Піраміда»). П'яте видання було доповнене й розширене.
- «Шоа у Львові» — у книзі яскраво описано період німецької окупації Львова в часи Другої світової війни, передусім трагічна доля єврейського населення (на основі особистих спогадів автора).
- Двотомний список «Українськомовні періодичні видання у фондах Львівської наукової бібліотеки» (укладач).